# تپه خاکی (علوی)
تپه خاکی (علوی) مربوط به هزاره اول قبل از میلاد است و در شهرستان ملایر، بخش جوکار، روستای علوی واقع شده و این اثر در تاریخ ۱۰ دی ۱۳۸۱ با شمارهٔ ثبت ۷۰۳۵ به‌عنوان یکی از آثار ملی ایران به ثبت رسیده است.